# مبتسم (فلم 2012)
مبتسم (بالإنجليزية: Smiley) هو فيلم رعب أميركي من إخراج مايكل غالاغر وإنتاج Level 10 Films10. الفيلم من بطولة كيتلين جيرارد، ميلاني باباليا، كيث ديفيد، شين داوسون، أندرو جيمس ألين، توبي تيرنر وليزا ويل. تم إصدار الفيلم في 12 أكتوبر 2012.

## الحبكة
تدور الحبكة حول قاتل يدعى Smiley، وهو موضوع لخرافة يتم تداولها على الإنترنت. طبقًا للخرافة فإن من المفترض إذا قام شخص ما على موقع ويب بكتابة عبارة "I did it for the lulz"" ثلاث مرات فسيتم قتل شريك الدردشة الخاص بهم على يد ذلك القاتل الذي يدعى Smiley (سمي بذلك الاسم لأن وجهه شوه عن طريق خياطة عينيه الخاصة ونحت فمه على شكل ابتسامة) قبل أن يتم قتلهم هم أيضًا.
تصبح آشلي (جيرارد) وهي طالبة جامعية صديقة غرفة مع بروكسي (باباليا). تقرر بعدها آشلي الذهاب إلى حفلة حيث تلتقي كل من زان (ألين) ومارك (تيرنر) وبندر (داوسون) الذي يسخر منه زملائه في الفصل لإبلاغه عن حالة اعتداء جنسي على الأطفال فأطلقوا عليه لقب Pedobear.
في إحدى الليالي، تقوم كلا من آشلي وبروكسي باختبار أسطورة Smiley مع شخص عشوائي عبر الإنترنت. فبعد كتابتهما "I did it for the lulz" ثلاث مرات، يتم قتل ذلك الشخص العشوائي. تقنع بروكسي بعدها اشلي بالتزام الصمت. لكن آشلي بدأ ينتابها الشعور بالذنب على ما فعلته مما أدى إلى وفاة ذلك الشخص وبدأت تعتقد بأن Smiley سيطاردها ويقتلها هي الأخرى. تقوم صديقاتها الطبيبة النفسية بعدها باعتبار ذلك هلوسة وكوابيس بسبب التوتر. تذهب بعدها آشلي إلى الشرطة وتحاول إقناعهم - ولكن دون جدوى - بالتحقيق في الحادثة التي سببها Smiley ولكن الشرطة تتجاهلها على اعتبار أنها مجنونة وربما يتم إجراء مقلب بها.
عندما فقدت بروكسي اتصالها مع زان، قامت بإجراء محادثة فيديو مع آشلي. تذهب آشلي بعدها إلى منزله للتأكد من سلامته لتجده مقتولًا بالرصاص بمسدس اشتراه للدفاع عن النفس. بدلاً من الاتصال بالشرطة، تتناول آشلي البندقية وتطلب من بروكسى كتابة الجملة ثلاث مرات على أمل منها أن تحاصر وتقتل سمايلي. ومع ذلك، تقوم آشلي بإطلاق النار عن طريق الخطأ على بيندر التي جاءت لتفقدها. بعد لحظات، يظهر Smiley ويقطع حلقوم بيندر. تتعرض آشلي بعدها للهجوم من قبل العديد من الSmileys، تلقى آشلي بعدها نفسها من النافذة من أجل موتها الحتمي هربًا من الهجوم.
تم الكشف بعدها عن أن جميع زملاء الدراسة بما في ذلك بروكسي وبيندر ومربية الأطفال التي قُتلت في الافتتاح هم كلهم جزء من مجموعة تدعى Anonymous وقد ابتكروا أسطورة Smiley كمزحة وبالرغم من ذلك فهم راضون عن وفاة آشلي.
في وقت لاحق، تقوم Proxy بإجراء محادثة فيديو مع زان تستفهم أخلاقية ما فعلوه بآشلي. يتجاهل زين مخاوفها كاتبًا "I did it for the lulz"" ثلاث مرات على سبيل المزاح. يظهر بعدها Smiley حقيقي بالفعل وراء بروكسي ويقوم بقتلها ثم يشير لزان في الكاميرا. في مشهد في نهاية الفيلم، تظهر آشلي وقد نجت من سقوطها.

## روابط خارجية
- مقالات تستعمل روابط فنية بلا صلة مع ويكي بيانات